# Олопатадин
Олопатадин — синтетичний препарат, що є похідним дибензоксепіну, та належить до антигістамінних препаратів і має властивості стабілізатора мембран опасистих клітин, для місцевого застосування. Олопатадин розроблений в Японії компанією Kyowa Hakko Kirin у 2001 році під торговою назвою «Аллелок»

## Фармакологічні властивості
Олопатадин — синтетичний препарат, що є похідним дибензоксепіну та належить до групи антигістамінних препаратів і стабілізаторів мембран опасистих клітин. Механізм дії препарату полягає у неселективному блокуванні Н1-рецепторів гістаміну, гальмуванні виділення гістаміну та інших медіаторів запалення із базофілів та опасистих клітин. Олопатадин також зменшує виділення інтерлейкінів IL-6 та IL-8; обмежує міграцію еозинофілів до місця запалення; гальмує виділення гістаміну, триптази та прозапального цитокіну TNF2 з опасистих клітин кон'юнктиви. Усі перераховані властивості забезпечують виражений протизапальний ефект при застосуванні олопатадину. Окрім цього, олопатадин не має негативного впливу на мембрани опасистих клітин, і при його застосуванні не спостерігається лізис опасистих клітин. При застосуванні олопатадину спостерігається значне зниження симптомів алергічного кон'юнктивіту, у тому числі зменшується свербіж кон'юнктиви. Олопатадин є високоселективним інгібітором Н1-рецепторів гістаміну, та не впливає на адренорецептори, м-холінорецептори, дофамінові та серотонінові рецептори. При місцевому застосуванні на кон'юнктиву спостерігається лише незначна системна адсорбція препарату, максимальна концентрація препарату в крові досягалася протягом 2 годин після застосування препарату. Олопатадин частково метаболізується в печінці. Згідно досліджень перорального прийому препарату, період напіввиведення препарату складає 8—12 годин, виводиться олопатадин переважно в незміненому вигляді нирками.

## Показання до застосування
Олопатадин застосовується для лікування сезонних алергічних кон'юнктивітів.

## Побічна дія
При застосуванні олопатадину можуть спостерігатися наступні побічні ефекти: при місцевому застосуванні частіше (до 5% випадків застосування) спостерігаються печія та біль в очах, затуманювання зору, сльозотеча, гіперемія кон'юнктиви, кератит та ірит. Нечасто (0,1—1%) спостерігаються системні побічні ефекти — головний біль, запаморочення, нудота, загальна слабість, фарингіт, риніт, синусит та зміна смаку.

## Протипокази
Олопатадин протипоказаний при підвищеній чутливості до препарату. З обережністю застосовується олопатанол при вагітності та годуванні грудьми. Препарат застосовується дітям старшим 3 років.

## Форми випуску
Олопатадин випускається у вигляді 0,1% очних крапель по 5 мл; 0,2% очних крапель; 0,6% назального спрею. У США FDA затвердила олопатадин у вигляді 0,7% очних крапель. В Японії олопатадин випускається також у вигляді таблеток для перорального застосування під торговою назвою «Аллелок» по 2,5 та 5 мг.